# SNCB 12 sorozat
Az SNCB 12 sorozat egy belga kétáramnemű, Bo'Bo' tengelyelrendezésű villamosmozdony-sorozat. Az SNCB üzemeltette 2012-ig. Összesen 12 db készült belőle 1986-ban.